# 三星Galaxy Watch 4
三星Galaxy Watch 4是由三星電子开发的智能手表，于2021年8月11日在三星的Unpacked Event上与三星Galaxy Z Flip 3 、三星Galaxy Z Fold 3和Galaxy Buds 2一同发布。它是自三星Gear Live以来第一款运行谷歌Wear OS的三星手表，也是第一款运行三星和谷歌共同开发的Wear OS 3的手表。该手錶于8月27日在全球发售。三星Galaxy Watch 4有心电图功能，並且還能通过新的三星BioActive 传感器對佩戴者进行血压监测。